# Expo Axis
El Expo Axis (literalmente, «eje de la Expo») es una de los cubiertas textiles más grandes del mundo, que cubre la entrada y el edificio del bulevar de la Exposición Universal de 2010 celebrada en Shanghái (China). La combinación de la cubierta textil, que tiene una superficie total de 65 000 m² y un vano de 100 m, con los seis «embudos» de acero y vidrio de 45 m de altura, formados por una estructura de doble curvatura, constituye el punto de referencia y el elemento más emblemático de la Expo de Shanghái.

## Estructura

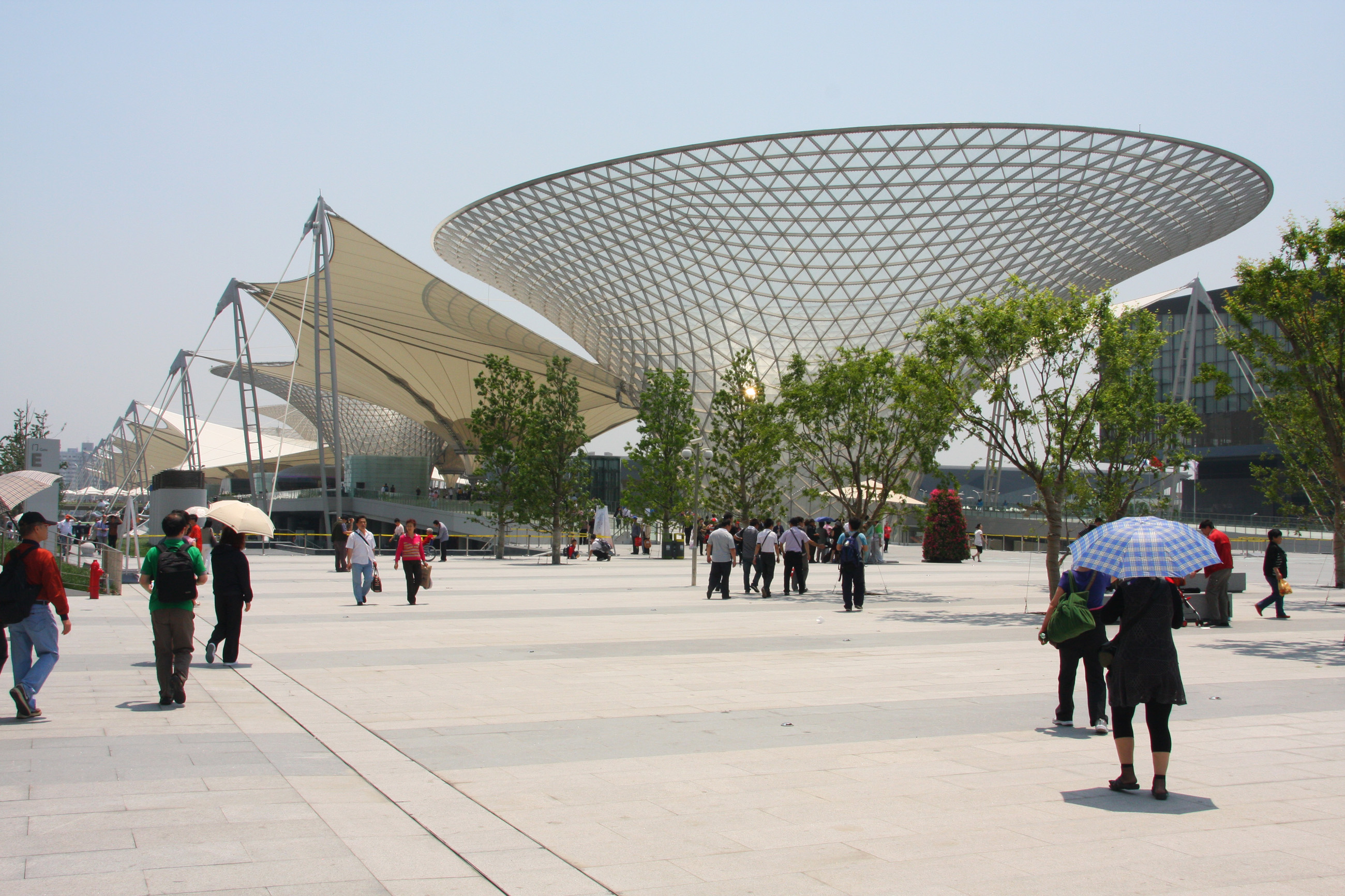
El Expo Axis en mayo de 2010.

Junto con el Pabellón de China, el Expo Axis es el edificio más grande e importante del complejo. Constituye su entrada principal y proporciona 334 000 m² de superficie para numerosas instalaciones. A través de este «eje» de aproximadamente 1 km de longitud y unos 100 m de anchura, que recorre toda la zona hasta el río Huangpu, los visitantes son guiados a los diferentes pabellones nacionales y temáticos. El Expo Axis, junto con su bulevar, es uno de los cinco edificios que se conservaron tras el cierre de la exposición para formar el núcleo de un nuevo distrito urbano de Shanghái.
El Expo Axis tiene una cubierta textil con una superficie total de 65 000 m², actualmente la más grande de su clase en el mundo. La cubierta está sostenida por diecinueve mástiles interiores y treinta y un mástiles exteriores y por seis estructuras de acero y vidrio con forma de embudo. Cada una de estas estructuras tiene una altura de 45 m y una proyección libre de 80 m. Estas, también llamadas Sun Valleys (literalmente, «valles solares»), sirven además para dirigir la luz natural hacia abajo.
El diseño y la construcción de la estructura se deben a SBA International y Knippers Helbig Advanced Engineering de Stuttgart y Nueva York. En términos de estructura y forma, la cubierta sigue la tradición de Stuttgart de construcciones ligeras de fama internacional, incluidas la cubierta tensada del Pabellón de Alemania y el Pabellón de Estados Unidos, una cúpula geodésica diseñada por Buckminster Fuller, ambos de la Exposición Universal de 1967 en Montreal.